# Albertano de Brescia
Albertano de Brescia (Brescia, 1195-c. 1251) fue un jurista y erudito italiano. Especialmente activo en su labor durante los años 1226 y 1251, aun cuando fue mandado encarcelar por Federico II en 1238. Allí, en prisión, elaboró sus tratados espirituales De amore Dei et proximi et aliarum rerum et de forma vitae.
Su aversión a la violencia, que había visto en cantidad debido a las continuas luchas por el poder dentro de los commune , le llevará a proponer formas de comunidad y de organización que eviten las facciones y sobre todo que vayan en ayuda de los más pobres, causantes en ocasiones de desórdenes y violencias. Así, se convertirá también en un gran promotor de formas de asistencia, confraternidades y hospicios.

## Biografía
Fue juez de Brescia, pero también representó a la ciudad ante la Liga Lombarda y asesor del Podestà de Génova (1243).

## Obras
Tratados
- De amore et dilectione Dei et proximi et aliarum rerum et de forma vitae (1238)
- Ars loquendi et tacendi (1245)
- Liber consolationis et consillii (1246)

Sermones
- Sermo Januensis (1243)
- Sermones quattuor (1250)